# Trippkeïta
La trippkeïta és un mineral de la classe dels òxids que pertany al grup del mini. Anomenada així pel Dr. Paul Trippke, petròleg de la Universitat de Breslau (Polònia), va ser qui va descobrir el mineral.

## Característiques
La trippkeïta és un òxid de fórmula química Cu[As₂O₄]. Cristal·litza en el sistema tetragonal. La seva duresa a l'escala de Mohs és 4. És molt soluble en HCl i HNO₃.
Segons la classificació de Nickel-Strunz, la trippkeita pertany a «04.JA - Arsenits, antimonits, bismutits; sense anions addicionals, sense H₂O» juntament amb els següents minerals: leiteïta, reinerita, karibibita, apuanita, schafarzikita, kusachiïta, versiliaïta, schneiderhöhnita, zimbabweïta, ludlockita, paulmooreïta, estibivanita i chadwickita.

## Formació i jaciments
Ha estat descrita en dipòsits de coure de Grècia, França i Sud-àfrica.